# 李作乂
李作乂（16世紀—17世紀），字研極，河南河南府盧氏縣人，明朝政治人物。

## 生平
李作乂是南京大理寺卿李炳的侄子，個性方正嚴肅，萬曆二十五年（1597年）中舉人，四十四年（1616年）成進士，刑部觀政，四十五年授山西汾陽縣知縣，四十六年本省同考，有惠政。天啓二年調補濟陽知縣，任滿後，四年陞刑部雲南司主事，五年江北恤刑，丁憂歸。崇祯元年補兵部武選司主事，辭官回鄉。
回盧氏後，他出租盈餘，捐獻糧食，在城內設立瞻士社倉，澗西村立設立廣濟社倉；倣效朱子於荒年計算人口授與食糧，方便賑濟，數萬人得以存活。卒祀鄉賢祠。

## 家族
曾祖李珪，廪生。祖父李柟，順天府丞。父李耿，字明之，号少庵，寿官。

## 引用
1. 1 2  光緒《盧氏縣志·卷八·人物》：李作乂，字研極，萬厯丁酉科舉人，丙辰科進士。遼東巡撫、大理寺卿炳之胞侄也。性方嚴，敦古好義，初任山西汾州府汾陽縣知縣，多惠政，考滿陞兵部武選司主事，後歸休，出租積之贏餘，輸栗千石，在城立瞻士社倉，澗西村立廣濟社倉。倣朱子古法，每遇歲荒，計口授食，隨時賑濟，賴以全活數萬人，至今邑人仍思其德焉，卒祀鄉賢。
2. ↑  《萬曆四十四年丙辰科進士履歷》：李作乂，言極，書二房，戊寅正月十六日生。卢氏人，丁酉四十二，会二十九，三甲一百六十七名。刑部政，丁巳授汾阳知县，戊午本省同考，壬戌考察，本年補濟陽知縣，甲子升刑部云南司主事，乙丑江北恤刑，丁憂，戊辰補武选司。